# Kategorizace stadionů podle UEFA
Kategorizace stadionů podle UEFA dělí fotbalové stadiony do čtyř skupin podle několika objektivních kritérií (např. rozměry hrací plochy, osvětlení, počet míst, zázemí pro média a VIP hosty, zabezpečení). Různé evropské soutěže pořádané UEFA a jejich fáze se pak mohou hrát jen na stadionech s jistou minimální požadovanou kategorií. Dříve UEFA používala systém jedné až pěti hvězdiček.
Nejnižší požadavky jsou na Kategorii 1, nejvyšší Kategorie 4 je vyžadována pro playoff Ligy mistrů a všechny zápasy hlavní části a také všechny zápasy hlavní části Evropské ligy. Pro finálové zápasy soutěží jsou zpravidla definována dodatečná kritéria, zejména mnohem vyšší kapacita.

## Kritéria
| Kritérium                                                            | Kritérium                                                            | Kategorie 1                                                  | Kategorie 2 | Kategorie 3 | Kategorie 4 |
| -------------------------------------------------------------------- | -------------------------------------------------------------------- | ------------------------------------------------------------ | --- | --- | --- |
| Rozměry hrací plochy                                                 | Délka                                                                | minimum 100 m, maximum 105 m                                 | minimum 100 m, maximum 105 m | 105 m | 105 m |
| Rozměry hrací plochy                                                 | Šířka                                                                | minimum 64 m, maximum 68 m                                   | minimum 64 m, maximum 68 m | 68 m | 68 m |
| Šatny pro rozhodčí                                                   | Šatny pro rozhodčí                                                   | místnost s alespoň jednou sprchou, WC, 5 míst k sezení, stůl | místnost s alespoň jednou sprchou, WC, 5 míst k sezení, stůl | 20 m², 2 sprchy, WC, 6 míst k sezení, stůl | 20 m², 2 sprchy, WC, 6 míst k sezení, stůl |
| Umělé osvětlení                                                      | Minimální intenzita osvětlení                                        | podle potřeb společnosti, která vyrábí TV přenos             | 800 luxů směrem ke stabilním kamerám, 500 luxů k mobilním kamerám | 1200 luxů směrem ke stabilním kamerám, 800 luxů k mobilním kamerám | 1400 luxů směrem ke stabilním kamerám, osvětlení musí rovnoměrně pokrývat všechna místa hrací plochy včetně rohů                                                                |
| Umělé osvětlení                                                      | Záložní zdroj energie pro umělé osvětlení                            | nevyžadován                                                  | v případě výpadku energie musí zajistit alespoň 2/3 odpovídajících hodnot intenzity osvětlení                                                                                   | v případě výpadku energie musí zajistit alespoň 2/3 odpovídajících hodnot intenzity osvětlení                                                                                   | v případě výpadku energie musí zajistit intenzitu osvětlení alespoň 800 luxů |
| Parkovací místa                                                      | Minimální počet VIP parkovacích míst                                 | 20                                                           | 50 | 100 | 150 |
| Místa pro diváky                                                     | Místa ke stání                                                       | povolena                                                     | zakázána | zakázána | zakázána |
| Místa pro diváky                                                     | Minimální kapacita                                                   | 200 diváků                                                   | 1 500 míst | 4 500 míst | 8 000 míst |
| Kontrolní (řídící) místnost                                          | Kontrolní (řídící) místnost                                          | nevyžadována                                                 | Z kontrolní místnosti musí být dobrý výhled na celé hlediště a musí být vybavena moderním komunikačním zařízením.                                                               | Z kontrolní místnosti musí být dobrý výhled na celé hlediště a musí být vybavena moderním komunikačním zařízením.                                                               | Místnost obsahuje barevný monitor který zábírá obraz z bezpečnostního kamerového systému                                                                                        |
| Místa pro VIP a recepční místnost                                    | Minimální celkový počet VIP míst k sezení                            | 50                                                           | 100 | 250 | 500 |
| Místa pro VIP a recepční místnost                                    | Minimální počet VIP míst vyhrazených pro hosty                       | 10                                                           | 20 | 50 | 100 |
| Místa pro VIP a recepční místnost                                    | Recepční prostor pro občerstvení VIP                                 | nevyžadován                                                  | nevyžadován | nevyžadován | 400 m², umístěn co nejblíž k místům k sezení pro VIP |
| Pracovní místnost pro média                                          | Minimální velikost místnosti                                         | 50 m²                                                        | 100 m² pro 50 lidí | 100 m² pro 50 lidí | 200 m² pro 75 lidí |
| Pracovní místnost pro média                                          | Minimální počet fotografů                                            | nespecifikován                                               | nespecifikován | 15 | 25 |
| Minimální prostor pro umístění hlavní kamery                         | Minimální prostor pro umístění hlavní kamery                         | 4 m² alespoň pro 1 kameru                                    | 6 m² pro 2 kamery | 6 m² pro 2 kamery | 10 m² alespoň pro 4 kamery |
| Minimální prostor pro píšící novináře                                | Minimální prostor pro píšící novináře                                | 20 míst, alespoň 5 s pultíky na psaní                        | 20 krytých míst, alespoň 10 s pultíky na psaní | 50 krytých míst, alespoň 25 s pultíky na psaní | 100 krytých míst, alespoň 50 s pultíky na psaní |
| Minimální počet boxů pro televizní a rozhlasové komentátory          | Minimální počet boxů pro televizní a rozhlasové komentátory          | 2                                                            | 3 | 5 | 25 |
| Televizní studia                                                     | Minimální počet TV studií                                            | 1 místnost, která se dá použít jako TV studio                | 1 | 2 | 2; alespoň 1 s výhledem na hřiště |
| Televizní studia                                                     | Minimální počet míst pro pozápasové rozhovory                        | nespecifikováno                                              | nespecifikováno | nespecifikováno | 4 |
| Minimální rozměr parkovací plochy pro TV přenosové a doprovodné vozy | Minimální rozměr parkovací plochy pro TV přenosové a doprovodné vozy | 100 m²                                                       | 200 m² | 200 m² | 1 000 m² |
| Presscentrum a mix zóna                                              | Sál pro tiskové konference                                           | může být součástí pracovní místnosti pro média               | speciální sál vybavený stolky, židlemi (křesílky), s podiem u předsednického stolu, podiem pro umístění TV kamer, překladatelskou buňkou a konferenční ozvučení celého prostoru | speciální sál vybavený stolky, židlemi (křesílky), s podiem u předsednického stolu, podiem pro umístění TV kamer, překladatelskou buňkou a konferenční ozvučení celého prostoru | speciální sál vybavený stolky, židlemi (křesílky), s podiem u předsednického stolu, podiem pro umístění TV kamer, překladatelskou buňkou a konferenční ozvučení celého prostoru |
| Presscentrum a mix zóna                                              | Minimální počet míst k sezení pro zástupce médií v konferenčním sále | nespecifikováno                                              | 30 | 50 | 75 |
| Presscentrum a mix zóna                                              | Mix zóna                                                             | nevyžadována                                                 | vyžadován prostor mezi šatnami a parkovištěm pro autobusy, který lze použít jako mix zónu                                                                                       | vyžadován prostor mezi šatnami a parkovištěm pro autobusy, který lze použít jako mix zónu                                                                                       | specializovaná mixzóna alespoň pro 50 novinářů |